# Viscofan
Viscofan ist der weltweit größte Hersteller von Kunstdärmen mit Sitz in Cáseda, Spanien. Er produziert Kollagen- und Kunststoffhüllen sowie Schäldärme.

## Geschichte
Viscofan wurde 1975 gegründet, in dem Jahr, in dem die Produktion und Vermarktung seiner Produkte begann. Das Wachstum des Unternehmens führte dazu, dass die Unternehmensleitung sich entschloss, die Firma im Dezember 1986 an der Börse Madrid listen zu lassen.
Im Rahmen seiner Wachstumsstrategie erwarb Viscofan im Jahr 1988 die Lebensmittelgruppe IAN (Industrias Alimentarias de Navarra), die es ermöglichte, in der Branche auf nationaler Ebene an Fahrt zu gewinnen.
Im Anschluss daran entwickelte das Unternehmen eine internationale Expansionsstrategie, die 1990 mit dem Erwerb der deutschen Firma Naturin GmbH & Co KG und der Eröffnung neuer Geschäftsstellen in anderen Ländern begann, so 1994 mit der Eröffnung von Verkaufsbüros in Russland und Asien und dem Beginn der Aktivitäten in den USA.
1995 wurde Gamex in der Tschechischen Republik und Trificiel in São Paulo (Brasilien) übernommen. Die Expansion wurde fortgesetzt, und im Jahr 2005 erwarb Viscofan Koteksprodukt AD in Serbien und Teile von AB Tripasin in Schweden. Im Jahr 2006 verstärkte Viscofan seine Präsenz auf dem amerikanischen Markt durch den Kauf der amerikanischen Vermögenswerte von Teepak (USA und Mexiko).
Im Jahr 2008 führte das Unternehmen den Ausbau seiner Kraft-Wärme-Kopplungsanlage in Spanien durch. Im selben Jahr wurde Viscofan Bioengineering (VBE) als eine Geschäftseinheit konstituiert, die Biowissenschaften und Technik kombiniert, um Produkte auf Kollagenbasis zu liefern, die zur Reparatur von geschädigtem Gewebe bei Patienten angewendet werden können. Die Bioengineering-Einheit der Viscofan-Gruppe befindet sich in Weinheim, einem Referenzzentrum für die Kollagenhüllen des Unternehmens. Sie verfügt dort über einen zusätzlichen Reinraum zur Herstellung von Kollagenprodukten für den medizinischen Gebrauch.
Im Jahr 2009 wurde mit der Gründung der Viscofan Technology Co. Ltd. in der chinesischen Stadt Suzhou ein neuer Meilenstein in der internationalen Expansionsstrategie des Unternehmens erreicht. Viscofan hat seine Produkte bereits zuvor in diesem asiatischen Land vertrieben, hatte jedoch kein eigenes Produktionszentrum. Ein Jahr später, im Jahr 2010, wurde die erste Converting-Anlage des Landes eingeweiht.
Im Jahr 2012 wurde Viscofan Uruguay S.A. gegründet. Diese Betriebsstätte stellte erstmals in Lateinamerika Kollagen her.
Im Jahr 2013 wurde auf dem asiatischen Markt eine Anlage zur Produktion von Kollagen in China eröffnet. Ein Jahr später, im Jahr 2014, eröffnete das Unternehmen eine Extrusionsanlage in Uruguay.
Im Jahr 2015 verkaufte Viscofan die IAN Group, um sich mit dem Erwerb von Nanopack Technology & Packaging ganz auf das Geschäft mit Karkassen zu konzentrieren, um der Geschäftssparte Kunststoff neue Impulse zu geben. Ebenfalls im Jahr 2015 hat das Unternehmen sein neues Kunststoffwerk in Mexiko eingeweiht.
Im Jahr 2016 hat Viscofan mit der Übernahme von Vector USA und Vector Europe seine internationale Position gestärkt.

## Produktionslinien
Viscofan produziert alle vier Arten von auf dem Weltmarkt hergestellten Kunstdärmen:
- Zellulosedärme:

Diese Sorte besteht aus natürlicher Zellulose. Sie wird hauptsächlich zur Herstellung von traditionell gekochten Würstchen verwendet. In den meisten Fällen dient das Gehäuse lediglich als Kochform und wird im Allgemeinen vom Hersteller vor dem Verkauf an Endverbraucher abgezogen. Viscofan hält rund 50 % des Weltmarktanteils an diesem Produkt.
- Kollagenhüllen:

Diese Hüllen verwenden Kollagen als Ausgangsmaterial, ein Protein, das aus Rindern und Schweinehäuten gewonnen wird. Dies ist eine Alternative zum Naturdarm für die Herstellung von frischen und verarbeiteten Würsten. Kollagen bietet eine hohe Beständigkeit, da es zum schnellen Füllen, Hängen und Kochen im Ofen verwendet werden kann. Viscofan hält rund ein Drittel des weltweiten Marktanteils dieser Sorte.
- Faserdärme:

Diese bestehen aus einer Mischung aus Zellulose und Manilahanf, einem pflanzlichen Papier, das der Hülle eine hohe Festigkeit und eine einheitliche Form verleiht. Sie werden hauptsächlich für großformatiges und in Scheiben geschnittenes Fleisch wie Mortadella oder Pepperonis verwendet. Viscofan gehört zu den weltweit 3 führenden Herstellern dieser Technologie.
- Kunststoffgehäuse:

Diese Art von Gehäuse besteht aus verschiedenen Kunststoffpolymeren, die hauptsächlich für gekochte Produkte wie Schinken, Mortadella und Käse verwendet werden. Viscofan erzeugt auch Kunststoffprodukte für Verpackungen, wie zum Beispiel Schrumpfbeutel für frisches oder tiefgefrorenes Fleisch und Kunststofffolien, um geschnittene Lebensmittel zu trennen.